# Острая реакция на стресс
О́страя реа́кция на стресс — транзиторное расстройство значительной тяжести, которое развивается у лиц без видимого психического расстройства в ответ на исключительный физический и психологический стресс и которое обычно проходит в течение нескольких часов или дней. Стрессом может быть сильное травматическое переживание, включая угрозу безопасности или физической целостности индивидуума или любимого лица (например, природная катастрофа, несчастный случай, битва, преступное поведение, изнасилование) или необычно резкое и угрожающее изменение в социальном положении и/или окружении больного, например, потеря многих близких или пожар в доме.
В возникновении и тяжести острых реакций на стресс играют роль индивидуальная уязвимость и адаптивные способности; об этом свидетельствует тот факт, что это расстройство развивается не у всех людей, подвергшихся сильному стрессу. Симптомы обнаруживают типичную смешанную и меняющуюся картину и включают начальное состояние оглушенности с некоторым сужением поля сознания и снижением внимания, неспособность адекватно реагировать на внешние стимулы и дезориентировку.
Острая реакция на стресс может сопровождаться или дальнейшим уходом от окружающей ситуации (вплоть до диссоциативного ступора), или ажитацией и гиперактивностью. Часто присутствуют вегетативные признаки панического состояния (тахикардия, гипервентиляция, онемение, парестезии, сильное потоотделение, покраснение). Обычно симптомы развиваются в течение минут после воздействия стрессового раздражителя или события и исчезают в течение двух-трех дней (часто часов). Впоследствии может отмечаться частичная или полная диссоциативная амнезия произошедшего.
Распространённость острой реакции на стресс составляет около 1 %, показатели распространённости в течение жизни колеблется от 2 до 8 %.

## Диагностические критерии
Должна быть обязательная и четкая временная связь между воздействием необычного стрессора и началом симптоматики; начало обычно немедленное или через несколько минут. Симптомы имеют следующие характеристики:
1. имеют смешанную и обычно меняющуюся картину; в дополнение к инициальному состоянию оглушенности могут наблюдаться депрессия, тревога, гнев, отчаяние, гиперактивность и отгороженность, но ни один из симптомов не преобладает длительно;
2. прекращаются быстро (самое большее в течение нескольких часов) в тех случаях, где возможно устранение стрессовой обстановки. В случаях, где стресс продолжается или по своей природе не может прекратиться, симптомы обычно начинают исчезать спустя 24-48 часов и сводятся к минимуму в течение 3 дней[4][5].

Этот диагноз не может быть использован для обозначения внезапных экзацербаций симптомов у психически больных (не считая патологии личности и характера).
В диагноз острой реакции на стресс включаются:
- нервная демобилизация;
- кризисное состояние;
- острая кризисная реакция;
- боевая усталость;
- психический шок.